# Petelinjek, Novo mesto
Petelinjek je naselje v Občini Novo mesto. Spada v krajevno skupnost Mali Slatnik. Ustanovljeno je bilo leta 1984 iz dela ozemlja naselij Potov Vrh, Sela pri Ratežu in Smolenja vas. Leta 2015 je imelo 213 prebivalcev.